# Colégio de Aplicação da Universidade Federal do Rio Grande do Sul
O Colégio de Aplicação da Universidade Federal do Rio Grande do Sul (CAp) é uma instituição de ensino fundamental e médio pública federal brasileira, com sede em Porto Alegre, no Rio Grande do Sul, subordinado à Universidade Federal do Rio Grande do Sul (UFRGS), sendo responsável por desenvolver o ensino, a pesquisa e a extensão em educação, além da oferta de campo de estágio junto à universidade. É um dos colégios de aplicação existentes em universidades federais brasileiras.
O Colégio de Aplicação é uma instituição de ensino reconhecida pelo desenvolvimento de novas propostas pedagógicas, sendo pioneira, no trabalho com classes experimentais, conselho de classe, conselho de classe participativo, professores especialistas nas disciplinas de Educação Física, Música e Línguas Estrangeiras nas séries iniciais, ensino por níveis de Inglês, Espanhol, Francês e Alemão como partes integrantes do currículo, implantação de laboratórios de ensino, desenvolvendo estudos especiais e atendimento às diferenças individuais, tendo em vista a recuperação e aceleração do ensino, opção por modalidades esportivas, projeto interdisciplinar em 5ª e 6ª séries do ensino fundamental, oferecimento de Artes, Teatro e Música em todas as séries da educação básica e outros projetos de pesquisa e extensão.
O ensino de línguas estrangeiras no colégio tem parceria com o NELE (Núcleo de Ensino de Línguas Estrangeiras da UFRGS).

## Instalações
O Colégio de Aplicação está situado no Campus do Vale da UFRGS, onde conta com toda infraestrutura oferecida pela universidade.
A estrutura do colégio é composta por três prédios com salas de aulas para atender à Educação Infantil, ao Ensino Fundamental e ao Médio. O espaço conta com uma biblioteca, vinculada ao sistema de bibliotecas da UFRGS; dois campos de futebol; três quadras poliesportivas com iluminação; refeitório; cantina; sala de ginástica e dança; teatro; playground para alunos; laboratórios de Química, Biologia e Física; 3 laboratórios de Informática; laboratório de Línguas Estrangeiras; salas multimídia; salas de professores separadas para cada área de conhecimento; e amplo estacionamento, seguro e de fácil acesso.

## História
A origem do Colégio de Aplicação se reporta a um decreto federal de 1946, mas caracterizou-se em 1954, no esforço de apresentar sua teoria e prática por parte de um reduzido grupo de educadores decididos a aproveitar a possibilidade de ampliação de seu espaço de comprometimento com a formação pedagógica de um departamento da Faculdade de Filosofia.
A fundação ocorre em meio a um clima de efervescência política (vitória eleitoral do General Eurico Gaspar Dutra, crescimento de movimentos reivindicatórios, implantação do populismo, industrialização do país, e por fim, crise política e econômica), e segue dentro da proposta desenvolvimentista do presidente Juscelino Kubitschek. 
Com as finalidades de servir a prática docente de estagiários dos cursos de licenciatura da UFRGS, e de construir campo de investigação pedagógica para a Faculdade de Filosofia da Universidade, fundado pela professora Graciema Pacheco, o Colégio de Aplicação, regido pelo Decreto-lei Nº 9053 de 12 de março de 1946, pelo artigo 107 dos Estatutos da UFRGS e por seu próprio regimento, iniciou suas atividades, oficialmente, no dia 14 de março de 1954, ano em que a Faculdade de Filosofia veio a possuir prédio próprio.
Embora contemplado com verbas próprias, o colégio ocupou, inicialmente, quatro salas do prédio central da Faculdade de Filosofia, que também lhe colocou a disposição móveis, laboratórios e material didático.
Entre 1954 e 1955, o Ginásio (como era chamado o Colégio), funcionou em salas do prédio central da Faculdade. De 1956 a 1959, transferiu-se para um pavilhão, também da faculdade, construção mista, adaptada para esse fim.
No início do ano letivo de 1960, foi instalado em dois pavilhões de madeira, construídos mediante acordo entre a Universidade e a Prefeitura Municipal.
A partir de 1971, o CAp iniciou a transferência para o prédio da Faculdade de Educação (FACED), e pela Lei Nº 62997, de 16 de julho de 1968, o colégio passou a pertencer à FACED, devendo formar o Centro de Educação Primária e Média.
Por fim, o Colégio, depois de fazer parte da FACED, conquistou território próprio, no Campus do Vale. Do novo Campus, os alunos do Colégio de Aplicação assistiram a um incêndio que destruiu o “velho colégio” do centro e, também, destruiu documentos importantes para a história da instituição.
O ingresso no Colégio de Aplicação era realizado por concurso (modalidade que foi executada por muitos anos), porém, atualmente, é feito por sorteio público.

## Ocupação
No dia 16 de junho de 2016, o Colégio de Aplicação foi ocupado por estudantes , que protestavam por melhorias na estrutura e contra o corte de verbas na educação. Nesse dia, à noite, o movimento sofreu duras repressões e ameaças da segurança interna do Campus do Vale.
A ocupação estudantil foi parcial, sendo mantida as atividades administrativas durante o dia e as aulas da EJA à noite. Durante o período ocupado, foram promovidas palestras e aulas coordenadas por ocupantes, universitários, especialistas e professores, sendo esses do Colégio de Aplicação, da Universidade ou da rede pública de ensino. Em ato inédito, os representantes do movimento Ocupa CAp realizaram reuniões com o reitor, vice-reitor e secretários para apresentarem suas pautas e cobrarem atenção ao colégio.
No dia 30 de junho, os estudantes desocuparam o CAp. Após a Ocupação, os estudantes organizaram votações para a volta política do corpo docente CACA (Centro de Alunos do Colégio de Aplicação), que funciona como um Grêmio Estudantil. Desta forma, os alunos poderiam continuar reivindicando suas pautas no Conselho de Unidade.

## Línguas Estrangeiras e Intercâmbio
O intercâmbio é ofertado para todas as línguas, sendo para Alemanha (Alemão), Argentina (Espanhol e Francês) e Estados Unidos da América (Inglês). Além de viajar para esses países, os alunos do CAp-UFRGS podem, também, receber alunos dos colégios parceiros.

### Alemão
Envia estudantes para a Alemanha, através do Projeto PASCH Goethe.

### Espanhol
Envia/recebe estudantes para os seguintes colégios:
- Colegio Nacional de Monserrat, da Universidade Nacional de Córdoba;

Situado na cidade de Córdoba, capital do estado.
- Instituto Parroquial de Remedios Escalada San Martín, IRESM;

Situado na cidade de Villa Carlos Paz, no estado de Córdoba.
Em 2020, na sua segunda edição, o concurso Colegio del año en Español, que ocorre em âmbito nacional,  premiou o Colégio de Aplicação da UFRGS com a 1ª colocação de melhor projeto de Língua Espanhola deste ano, na categoria Ensino Médio. O concurso é uma promoção da Secretaria de Educação da Embaixada da Espanha no Brasil e o Colégio Miguel de Cervantes de São Paulo. 

### Francês
Envia/recebe estudantes para o seguinte colégio:
- Colegio Nacional de Monserrat, da Universidade Nacional de Córdoba;

Situado na cidade de Córdoba, capital do estado.

### Inglês
Envia estudantes para o seguinte colégio:
- Colégio Weston High School;

Situado na cidade de Wéston, no estado de Massachusetts.

## Lista de Alunos
- Carolina Bahia, jornalista da RBSTV;
- Fabrício Carpinejar, escritor e jornalista da RBSTV;
- José Antônio Pinheiro Machado, advogado e apresentador do Anonymus Gourmet;